# De Cock en een recept voor moord
De Cock en een recept voor moord is het zevenenzestigste deel van de Nederlandse detectiveserie De Cock.

## Verhaal
Wandelend over het Damrak merkt rechercheur Vledder op dat collega De Cock er goed de smoor in heeft. Afra Molenkamp van de administratie moest het ook al ontgelden, maar dat is volgens Dick Vledder juist zo’n aardig mens. Het blijkt dat De Cock een heel oud dossier zoekt. Iets met een vervalst recept van een arts. Onvindbaar. Vledder merkt op dat binnenkort de dossiers digitaal zullen zijn gearchiveerd. Dan kun je gewoon zoeken op een trefwoord. De Cock geeft toe dat hij er het fijne niet meer van weet. Het hele verhaal van het vervalste recept kwam bij hem boven toen zijn vrouw naar de dokter ging. Ze ging met pijn aan haar voeten en kwam terug met een recept voor het vergif colchicine, dat zou helpen bij jicht. Langzaam komen de herinneringen terug bij De Cock. Het ging destijds om een vrouw met een tuintje waar ze herfsttijloos kweekte. De Cock heeft de huisarts gevraagd een ander middel voor te schrijven aan zijn vrouw. Dit te meer omdat bij colchicine een kommafout dodelijk kan zijn. De Cock vertelt nu aan zijn collega dat ze  op weg zijn naar een modehuis aan het Singel. De aanleiding is een anoniem telefoontje gisteravond bij hem thuis.
De twee rechercheurs worden ontvangen door Henry Bernisse, werkzaam bij het modehuis Gerbrandsen. De gelijknamige eigenaar Rudolf is inmiddels volledig opgefokt door zijn concurrent Verbruggen. Laatstgenoemde verspreidt pure laster op zijn eigen website over concurrent Gerbrandsen. Henry is bang dat Rudolf daadwerkelijk zijn concurrent zal ombrengen. Aan het eind van het gesprek vraagt De Cock Henry naar zijn relatie tot Rudolf. Henry verklaart geen homo te zijn.
De twee rechercheurs besluiten naar de Keizersgracht 1117 te gaan, waar het concurrerende modehuis Verbruggen kantoor houdt. De deur staat er op een kier. Binnen vinden ze een gewurgde man met een handgeschreven recept op zijn revers. Het receptpapier is van Jan van Aken uit Purmerend. De tekst luidt: Pede poena claudo. Deze vent is door mij persoonlijk met plezier gewurgd. Zodat zijn verrotte ziel tot in eeuwigheid in de hel kan branden. Tijdens hun werkzaamheden op de plaats delict wordt het duo overlopen door de directiesecretaresse Mathilde de Graaf. Na een vrij normaal verhoor neemt Mathilde afscheid van haar gewurgde baas door hem met vlakke hand in het gezicht te slaan. Dick Vledder had daarvoor al toegezegd haar naar huis te rijden. Maar dat loopt deze keer verkeerd af. Vledder moet een poging tot aanranding door Mathilde melden. De Cock begrijpt meteen hoe laat het is. Dit is een getuige in het nauw. Ze zal gaan proberen Dick Vledder omgekeerd van aanranding of verkrachting te beschuldigen. De Cock neemt Vledder mee naar zijn huis om hem een schoon overhemd te verschaffen en even lekker te douchen. Het incident in de politieauto heeft nooit plaatsgevonden en Dick Vledder was razendsnel weer teruggekeerd op de plaats delict.
De vermoorde heer Verbruggen droeg de namen Willebrord Theodorus Gredanus, maar liet zich Charles noemen. Het modehuis was zijn eigendom en de mededirecteuren Van Maathuizen en De Klerk speelden een ondergeschikte rol. In de recherchekamer meldt zich vrijwillig Rudolf Gerbrandsen. Hij heeft een koffertje bij zich met pyjama en toiletartikelen. De Cock laat hem gaan met achterlaten van zijn vingerafdrukken, DNA-profiel en foto's. De Cock en Vledder gaan vervolgens naar de Nieuwezijds Voorburgwal waar het kantoor van het modehuis Verbruggen is gevestigd. Ter plekke is de sfeer opvallend vrolijk. Receptioniste Anita de Reus doet een boekje open over Mathilde, die zich ziek heeft gemeld. De directiesecretaresse zou door Charles volledig ter beschikking zijn gesteld aan haar directeuren. Op een dag ging ze met een correct geknoopte truitje het kantoor van Anthonie van Maathuizen binnen en kwam er scheefgeknoopt uit. Sindsdien hangen er spiegels in de directiekamers.
Op het bureau Warmoesstraat beschuldigt chef Buitendam rechercheur Vledder van ongewenste intimiteiten jegens Mathilde tegenover de ontboden De Cock. Ook De Cock zou Mathilde onheus hebben behandeld. Commissaris Buitendam verbiedt verder verhoor van Mathilde en De Cock vertrekt briesend. Terwijl Vledder naar de sectie vertrekt, neemt De Cock de trein naar Purmerend. Huisarts Jan van Aken is ook ontstemd over het misbruik van zijn blanco receptpapier. De huisarts gebruikt dat receptenblok alleen nog maar bij huisbezoek, de praktijkvoering is verder geautomatiseerd. De Cock vraagt slechts vriendelijk of hij ooit mag vragen of de dokter een mogelijke dader kent. Terug in Amsterdam gaan de rechercheurs nog naar Smalle Lowietje. Laatstgenoemde kent inderdaad Mathilde als de oudste dochter van Herman de Graaf. Toen hij weduwnaar werd met acht kinderen hertrouwde de afgekeurde bouwvakker pijlsnel met een leuke weduwe en vertrok met een WAO-uitkering naar Hoorn.
In een woonhuis aan de Herengracht wordt Anthonie van Maathuizen op volkomen identieke wijze gewurgd gevonden door zijn vriendin, Andrea van Loosduinen. Ze werkt op het kantoor van concurrent Gerbrandsen, maar Anthonie was bezig met een fusie tussen de twee modehuizen. Mathilde noemt ze: Dat hoertje. De volgende ochtend meldt zich in de recherchekamer de enig overgebleven directeur van het getroffen modehuis, 'Christiaan de Klerk'. Laatstgenoemde meldt dat zijn directiesecretaresse is verdwenen. Hij bevestigd dat Mathilde de Graaf in alle opzichten ter beschikking stond van de directie. Maar Christiaan valt op mannen. De Cock zet hem onder zware druk twee moorden te bekennen. Maar Christiaan bekent niets. De Cock biedt excuses aan en zegt dat hij echt een vrij man is.
In Hoorn bezoeken de twee rechercheurs Herman de Graaf. Laatstgenoemde legt uit dat Mathilde aan haar stervende moeder heeft beloofd financieel voor de kinderen te blijven zorgen. Vier studeren er inmiddels buitenshuis en drie zitten nog op de middelbare school. Herman stemt toe in een opsporingsbericht van zijn verdwenen dochter. De Cock besluit dat het tijd wordt de studerende kinderen van Herman in Groningen en Wageningen te gaan verhoren. Maar eerst gaat De Cock met Christiaan praten. Hij woont samen met een leuke vent, Radboud van Everdingen. Als vlak daarna De Cock in de recherchekamer zit bij te praten met Dick Vledder, gaat de telefoon. Radboud is op identieke wijze bij thuiskomst vermoord aangetroffen door Christiaan. Het derde gewurgde lijk. Christiaan beschuldigt nu openlijk modehuis Gerbrandsen van de moord. De moord op Radboud was een vergissing. Christiaan moest dood. En weer zet De Cock een val op met deze keer Christiaan de Klerk als lokaas. Henry Bernisse wordt gearresteerd. Hij is de stiefbroer van Mathilde, de enige zoon van de hertrouwde weduwe.
Thuis bij de Cock hebben Fred Prins en Appie Keizer het hoogste woord. Ze deden slechts mee bij het opzetten van de val, maar praten eindeloos. Dick Vledder neemt zijn verloofde Adelheid mee. De Cock legt uit hoe alles in elkaar steekt. Andrea van Loosduinen kreeg kennis aan Antonie van Maathuizen van de concurrent. Zo kwam Henry Bernisse, die op hetzelfde kantoor werkte, vreemde verhalen te horen over seksueel misbruik van zijn stiefzus Mathilde, op wie hij ook nog eens heimelijk verliefd was. Uiteindelijk schreef Christiaan op verzoek van de grijze rechercheur een smerige brief aan Henry. Als de rechercheurs weg zijn geeft De Cock aan zijn vrouw uitleg over de losse eindjes. Mathilde is inmiddels weer boven water en gaat bij Christiaan werken. De aanklacht tegen Dick Vledder heeft ze met goede aanwijzingen van De Cock kunnen intrekken. Henry Bernisse had inderdaad ooit blanco receptenblaadjes gepikt bij zijn huisarts. Mathilde had het handschrift van Henry herkend bij de moord op Charles en raakte in paniek. Ze vergreep zich in een wanhoopspoging aan Dick Vledder. Mevrouw De Cock concludeert dat ze valse aangifte deed en even verdween.

## Stijl
Dit boek verschilt van de overige boeken uit de reeks van De Cock, doordat Appie Baantjer in dit boek experimenteert met het uitschrijven van de gedachten van De Cock en Vledder.